# Albion (Groot-Brittannië)

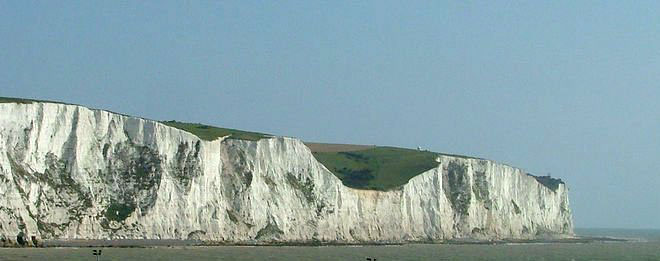
De krijtrotsen van Dover

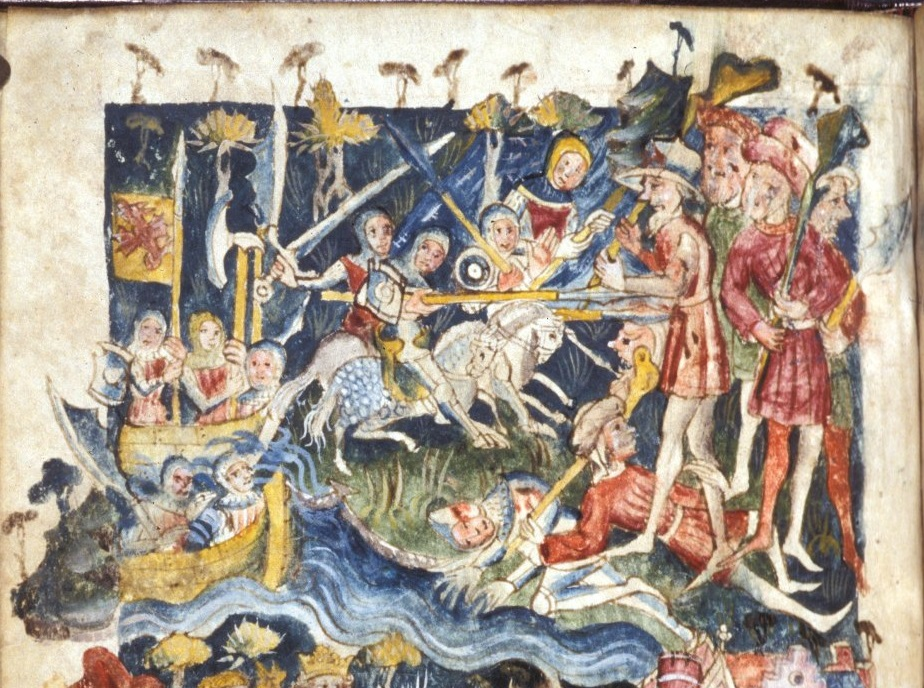
Brutus' troepen vechten met de reuzen van Albion (onder leiding van Gogmagog), 1808

Albion (Grieks: Ἀλβιών) is de oudst bekende naam voor de Britse eilanden of voor Groot-Brittannië, meestal voor  Engeland. De naam komt al uit de 6e eeuw v.Chr. De naam zou, met de oudste naam van Ierland (Iouernia), het eerst zijn geboekstaafd in de Massiliote Periplus, een kustbeschrijving die uit de Griekse kolonie Massalia (Marseille) stamt. Fragmenten daarvan werden aangehaald in de Ora Maritima van de Romeinse dichter Avienus uit de 4e eeuw n.Chr.
Het Gallo-Latijnse Albiōn is waarschijnlijk afkomstig van een Proto-Keltische stam *Alb-i̯en. De Romeinen brachten het in verband met het Latijnse woord albus (wit), daarmee verwijzend naar de witte krijtrotsen van Dover.
De term Albion leeft nog voort in de negatief te duiden uitdrukking 'het perfide Albion' (het verraderlijke Albion) waarin verontwaardiging doorklinkt over de manier waarop Groot-Brittannië in het verleden politieke doeleinden trachtte te realiseren. De oorsprong hiervan is waarschijnlijk te vinden in een vers van de Franse dichter Augustin, Markies van Ximenes (1726-1817): 'Attaquons dans ses eaux la perfide Albion', dat ingang vond tijdens de Franse Revolutie.
Met Albion wordt, zoals gezegd, meestal Engeland bedoeld, het zuidelijke deel van Groot-Brittannië. In het  Schots-Gaelisch en Iers is het echter, als Alba, de naam voor Schotland. Engeland heet in die taal Sa(c)sana of Sasainn.
Ook voetbalclubs, zoals West Bromwich Albion FC en Brighton & Hove Albion FC, gebruiken nog de naam.